# Paulo Coelho
Paulo Coelho de Souza (Rio de Janeiro, 24 de agosto de 1947) é um escritor, letrista, jornalista e compositor brasileiro. Ocupa a 21° cadeira da Academia Brasileira de Letras.  
O livro O Alquimista (1988) é considerado como um importante fenômeno literário do século XX, e já vendeu mais de 150 milhões de cópias, superando livros como Le Petit Prince (1959).
Influenciou o rock brasileiro através de sua parceira com o músico Raul Seixas, participando da composição de sucessos como "Sociedade Alternativa" e "Eu Nasci Há 10 Mil Anos Atrás".

## Biografia
Paulo Coelho de Souza nasceu no Rio de Janeiro em 24 de agosto de 1947, filho de Lygia Araripe com Pedro Paulo Queima Coelho de Souza. É descendente de Bárbara de Alencar, avó do também escritor José de Alencar e uma das líderes da Revolução Pernambucana. Oriundo de uma família de classe alta, Paulo Coelho ingressou aos 7 anos no tradicional Colégio Santo Inácio em sua cidade natal, então capital do Brasil.
Desde cedo, gostava de escrever e mantinha um diário. No colégio, participava de concursos de poesia e cursos de teatro com o seu colega Paulo Cunha. No entanto, seu pai queria que ele fosse engenheiro e sua mãe o desestimulava a seguir a carreira de escritor. As brigas com os pais eram constantes e Paulo teve muitas crises de depressão e raiva na adolescência, tendo sido internado três vezes em uma clínica de repouso, onde foi tratado por psicólogos.
Na década de 1960, entra para o mundo do teatro, como diretor e ator, criando peças voltadas ao teatro experimental e de vanguarda, mas obtendo pouca expressividade. No início da década seguinte, em 1970, Paulo entra de cabeça no movimento hippie, ao mesmo tempo em que conhece o mundo das drogas e do ocultismo, incluindo o chamado Caminho da Mão Esquerda. Profissionalmente, além de diretor e ator teatral, exerce também a função de jornalista em publicações alternativas com as revistas "A Pomba" e "2001", quando, em 1972, conhece Raul Seixas, então executivo da gravadora CBS. Os dois se tornam parceiros em diversas músicas que exerceriam influência no rock brasileiro (consta na biografia de Paulo Coelho, "O Mago", do escritor Fernando Morais, que Raul Seixas, para incentivar o amigo a compor, colocou-o como parceiro em sua participação na trilha sonora da novela O Rebu da Rede Tupi - erroneamente confundida com a Rede Globo no livro - sem que Paulo escrevesse uma única linha). Nessa época, Paulo Coelho envolve-se com Marcelo Ramos Motta, conhece a Lei de Thelema e, no dia 19 de maio de 1974, assina o juramento do grau de Probacionista da Astrum Argentum, sob o mote mágico de Frater Luz Eterna. Pouco tempo depois, se desligou da Ordem. Foi o responsável por apresentar a Lei de Thelema a Raul Seixas, que fez surgir, a partir dela, a Sociedade Alternativa. Compõe também para diversos intérpretes, tais como Elis Regina, Rita Lee, Fábio Júnior e outros.
A edição do seu primeiro livro foi em 1982, Arquivos do inferno, que não teve a repercussão desejada. Lançou o seu segundo livro O Manual Prático do Vampirismo em 1985, que logo mandou recolher, considerando o trabalho de má qualidade. Conforme suas próprias palavras, confessa: "O mito é interessante, o livro é péssimo".
Católico não praticante, em 1986, Paulo Coelho conheceu a viagem de peregrinação pelo Caminho de Santiago. Percorreu quase 800 quilômetros do sul da França até a cidade de Santiago de Compostela, na Galiza, experiência de que retirou detalhes para o seu livro O Diário de um Mago, editado em 1987.
No ano seguinte, 1988, publicou O Alquimista, que - apesar de sua lenta vendagem inicial, o que provocou a desistência do seu primeiro editor - se transformaria no livro brasileiro mais vendido em todos os tempos. O Alquimista é um dos mais importantes fenômenos literários do século XX. Chegou ao primeiro lugar da lista dos mais vendidos em 18 países e vendeu, até o momento, 85 milhões de exemplares. O Guinness Book of Records o coloca como o autor vivo mais traduzido da história.
Nos anos subsequentes, foram lançados os seguintes livros: Brida (1990), As Valkírias (1992), Na Margem do Rio Piedra Eu Sentei e Chorei (1994), Maktub (1994), O Monte Cinco (1996), Manual do Guerreiro da Luz (1997), Veronika Decide Morrer (1998), O Demônio e a Srtª Prym (2000), Histórias para Pais, Filhos e Netos (2001), Onze Minutos (2003), O Gênio e as Rosas (2004), O Zahir (2005), A Bruxa de Portobello (2006), Ser Como o Rio Que Flui (2006), O Vencedor Está Só (2008), O Aleph (2010), Fábulas (2011), Manuscrito Encontrado em Accra (2012), Adultério (2014), A Espiã (2016), Hippie (2018).
Como escritor, ocupa as primeiras posições dos livros mais vendidos no mundo. Vendeu mais de 350 milhões de livros, em mais de 170 países, tendo suas obras traduzidas para 88 idiomas e sendo o autor mais vendido em língua portuguesa de todos os tempos, ultrapassando até mesmo Jorge Amado, cujas vendas somam 55 milhões de livros.
Sua obra O Zahir foi lançada primeiramente no Irã, para que, lá, pudesse ser registrada como obra local e para que fossem processados aqueles que fizessem cópias ilegais do livro em língua persa. Para escrever O Zahir, Paulo Coelho instalou-se por uma temporada no Cazaquistão, país onde a obra se desenvolve.
Paulo Coelho vive em Genebra, na Suíça, desde 2007.
Em 2008, lançou o livro O Vencedor Está Só, que fala sobre uma série de assassinatos no Festival de Cinema de Cannes. Nesse livro, Paulo faz uma forte crítica social sobre como a elite se comporta e como somos manipulados por suas ações. Sendo esse o primeiro livro em que Paulo sai do mundo da magia e da religiosidade e entra no mundo do suspense policial, o tema não agradou boa parte dos fãs, mas isso não fez com que o livro também não fosse um sucesso.
Em 2009, é lançado no Brasil o filme Veronika Decides to Die, o primeiro filme baseado numa obra de Paulo Coelho. O filme recebeu fortes críticas negativas, afirmando que o roteiro se distancia demais do livro. Vale lembrar que Paulo Coelho nada teve a ver com a adaptação do livro para filme. Existe um projeto para transformar em filme o best-seller O Alquimista.
Coelho foi considerado, pela Revista Época, um dos 100 brasileiros mais influentes de 2009.
Em agosto de 2010, lançou o livro O Aleph.
Em 25 de junho de 2012, lançou o livro Manuscrito Encontrado em Accra, data que coincide com o 25° aniversário da publicação de seu livro O Diário de um Mago.
Em 2014, lançou Adultério, livro que se passa em Genebra, cidade onde mora atualmente.
Em 2016, lançou seu primeiro romance histórico, A Espiã, baseado nos últimos dias de Margaretha Zelle, mundialmente conhecida como Mata Hari.
Em abril de 2018 lançou o livro Hippie, sua obra mais autobiográfica, na qual nos leva a reviver o sonho transformador e pacifista da geração hippie.

### Paulo e a Ditadura
Na biografia do compositor Raul Seixas, escrita por Jotabê Medeiros em 2019, foi levantada a suspeita sobre a possibilidade deste ter delatado seu parceiro de criação Paulo Coelho de Souza às autoridades. Porém, após a análise de documentos usados na tese de doutorado de Lucas Marcelo Tomaz de Souza, publicada em 2016 e defendida na USP, esta hipótese foi refutada. Na visão do então doutorando, o escritor foi preso e torturado pelos órgãos de repressão da ditadura militar durante duas semanas por ter sido confundido com o militante Paulo Coelho Pinheiro, do PCBR. Contudo, Paulo Coelho era relativamente famoso à época, e foi questionado sobre obras musicais.
No dia 29 de março de 2019, Coelho publicou no The Washington Post e em seu blog pessoal a narrativa de quando foi preso pela Ditadura Militar em resposta a fala do Presidente Jair Bolsonaro que comemorou os 55 anos do Golpe de 64.
Em 21 de julho de 2024, Coelho utilizou sua conta no X (antigo Twitter) para relembrar o momento de sua prisão durante o golpe militar, em 1974, e voltou a declarar que não quis descobrir quem fez a denúncia que o levou a ser torturado por semanas. No mesmo dia, ele recuperou um texto que narra momentos de terror e explicou a decisão de não querer saber detalhes.

## Academia Brasileira de Letras
Em 25 de julho de 2002, Coelho foi eleito para a academia. A instituição tinha um histórico de rejeitar autores de sucesso, ditos "populares" - e dela ficaram fora Carlos Drummond de Andrade, Vinícius de Moraes, Mário Quintana e outros tantos autores reconhecidos.
Mas o autor, que se candidatara outras vezes, foi eleito em 25 de julho de 2002 na sucessão de Roberto Campos e recebido em 28 de outubro de 2002 pelo acadêmico Arnaldo Niskier como o oitavo ocupante da cadeira 21, cujo patrono é Joaquim Serra.

## Reconhecimento internacional
Em setembro de 2007, a ONU nomeou o escritor Paulo Coelho seu novo "Mensageiro da Paz", ao lado da princesa jordaniana, Haya, do maestro argentino-israelense Daniel Barenboim e da violinista japonesa Midori Goto. O anúncio foi feito durante a cerimônia de comemoração do Dia Internacional da Paz na sede da ONU em Nova Iorque presidida pelo secretário-geral da entidade, Ban Ki-moon.
"Aceito com gosto esta responsabilidade e me comprometo a fazer o máximo para melhorar o futuro desta e das próximas gerações", declarou o escritor brasileiro ao saber de sua nomeação. Os Mensageiros da Paz são designados pessoalmente pelo secretário-geral das Nações Unidas, com base em seu trabalho em campos como artes plásticas, literatura ou esporte, e seu compromisso de colaborar com os objetivos da ONU.
A obra dele foi censurada na Líbia em 2017 por "incitar o secularismo, xiismo e perversão.
Em maio de 2006, é lançado o álbum Veronika Decides to Die, da banda dinamarquesa de melodic death/doom metal Saturnus, cujo título é baseado na obra Veronika Decide Morrer.

## Premiações
- Guinness World Record para o autor mais traduzido para o mesmo livro -O Alquimista- (2009)

- The Best International Writer Award de ELLE Awards (Espanha, 2008)

- Special Counsellor para Diálogos Interculturais e Convergências Espirituais pela UNESCO (2007)

- EMPiK's Ace por The Witch of Portobello. O prêmio de livro mais vendido da literatura estrangeira durante 2007 (Polônia)

- Distinction of Honour from the City of Odense (Hans Christian Andersen Award) (Dinamarca 2007)

- United Nations Messenger of Peace (Set. 2007)

- Las Pergolas Prize 2006 pela Associação de Livreiros Mexicanos (ALMAC) (México 2006)

- Platin Book Award por The Alchemist pelos livreiros da Áustria (Áustria 2006)

- "I Premio Álava en el Corazón" (Espanha 2006)

- “Wilbur Award”, apresentado pelo Conselho de Comunicadores de Religião (EUA 2006)

- Kiklop Literary Award por The Zahir na categoria "Hit of the Year" (Croácia 2006)

- DirectGroup International Author Award (Alemanha 2005)

- "Goldene Feder Award" (Alemanha 2005)

- "The Budapest Prize" (Hungria 2005)

- "Order of Honour of Ukraine" (Ucrania 2004)

- "Order of St. Sophia" pela contribuição para o renascimento da ciência e da cultura (Ucrania 2004)

- "Nielsen Gold Book Award" for The Alchemist (UK 2004)

- "Ex Libris Award" for Eleven Minutes (Servia 2004)

- Golden Bestseller Prize from the largest circulation daily "Večernje Novosti" (Servia 2004)

- Guinness World Record pela maioria das traduções (53) de um único título -The Alchemist- assinado em uma sessão (45 minutos) (Frankfurt Book Fair, 2003)

- "Best Fiction Corine International Award 2002" por The Alchemist (Alemanha 2002)

- "Club of Budapest Planetary Arts Award 2002" como reconhecimento de sua obra literária (Alemanha 2002)

- "Bambi 2001 Award" (Alemanha 2001)

- "XXIII Premio Internazionale Fregene" (Itália 2001)

- "Crystal Mirror Award" (Polônia 2000)

- "Chevalier de l'Ordre National de la Légion d'Honneur" (França 1999)

- "Crystal Award" World Economic Forum (1999)

- "Medalha da Galiza" (Espanha 1999)

- Finalist for the "International IMPAC Literary Award" (Irlanda 1997 e 2000)

- "Comendador de Ordem do Rio Branco" (Brazil 1998)

- "Golden Book" (Iugoslávia 1995, 1996, 1997, 1998, 1999, 2000 e 2004)

- "Super Grinzane Cavour Book Award" (Itália 1996)

- "Flaiano International Award" (Itália 1996)

- "Chevalier des Arts et des Lettres" (França 1996)

- "Grand Prix Littéraire Elle" (França 1995)

## Vida pessoal
O escritor teve muitas paixões na fase adulta: a socialite Vera Richter, a militante Adalgisa de Magalhães, a atriz Maria do Rosário Nascimento e Silva, a jornalista Cecília MacDowell e a artista plástica Christina Oiticica, com quem é casado desde 1980.

## Carreira no Cinema
- Os Mansos
- Veronika Decide Morrer
- Quebrando o Tabu
- Raul - O Início, o Fim e o Meio
- As Aventuras de Agamenon, o Repórter
- Não pare na pista

## Obras do autor

### Livros
- 1982 - Arquivos do inferno - (não foi publicado em Portugal).
- 1986 - Manual prático do vampirismo - [recolhido pelo autor] (não foi publicado em Portugal).
- 1987 - O Diário de um Mago[20]
- 1988 - O Alquimista[21]
- 1990 - Brida
- 1992 - As Valkírias (publicado em Portugal com o título As Valquírias).[22]
- 1994 - Na Margem do Rio Piedra Eu Sentei e Chorei
- 1996 - O Monte Cinco
- 1998 - Veronika Decide Morrer
- 2000 - O Demônio e a Srta. Prym (publicado em Portugal com o título O Demónio e a Senhorita Prym).
- 2003 - Onze Minutos -[23]
- 2005 - O Zahir -[24]
- 2006 - A Bruxa de Portobello
- 2008 - O Vencedor Está Só-[25]
- 2008 - O Caminho do Arco
- 2010 - O Aleph
- 2012 - Manuscrito Encontrado em Accra
- 2014 - Adultério
- 2016 - A Espiã[26]
- 2018 - Hippie
- 2023 - O Arqueiro[27][28][29]

### Compilações
- 1994 - Maktub - Compilação de suas melhores colunas publicadas na Folha de S.Paulo.
- 1995 - Frases - Compilação das melhores frases de 5 livros de Paulo Coelho (não foi publicado em Portugal).
- 1997 - O Manual do Guerreiro da Luz - Compilação de textos para nos fazer lembrar que em cada um de nós vive um guerreiro da luz.
- 1999 - Palavras essenciais - Compilação de mensagens extraídas das obras de Paulo Coelho (ilustrado) (não foi publicado em Portugal).
- 2001 - Histórias para pais, filhos e netos - Compilação de contos tradicionais (não foi publicado em Portugal).
- 2004 - O Gênio e as Rosas - Compilação de 24 histórias tradicionais (ilustradas por Mauricio de Sousa) (não foi publicado em Portugal).
- 2008 - O Livro dos Manuais - Compilação de lições de vida e observações cotidianas do próprio autor e de outras fontes.
- 2009 - Ser Como o Rio que Flui - reunião de textos e pensamentos.[30]
- 2014 - Fabulas de La Fontaine (Livro infantil).

### Adaptações
- 1991 - O Dom Supremo - (Henry Drummond).
- 1998- Brida - Adaptação para telenovela.
- 1999 - Cartas de Amor do Profeta - (Khalil Gibran).
- 2009 - Veronika Decide Morrer - Adaptação para filme.

### Livros sobre Paulo Coelho
- 2008 - O Mago - Fernando Morais (biografia do autor).
- 2010 - O Estudante do Coração - Luis Carlos de Morais Junior, Rio de Janeiro, Quartica.
- 2013 - Alquimia o Arquimagistério Solar - Luis Carlos de Morais Junior, Rio de Janeiro, Quartica Premium.
- 2013 - O Estudante do Coração - segunda edição, revista e ampliada - Luis Carlos de Morais Junior, Rio de Janeiro, Litteris.
- 2014 - Não pare na pista - A melhor história de Paulo Coelho, Carolina Kotscho (Roteiro original do filme que levou o mesmo nome), São Paulo, Editora Master Books.
- 2015- STF, Paulo Coelho e a biografia de Roberto Carlos, Rio de Janeiro, Selmo Machado Pereira, Editora Saraiva.

## Projetos Musicais
Músicas com Raul Seixas
- "Canto para minha morte"
- "Eu nasci há dez mil anos atrás"
- "Gita"
- "Al Capone"
- "Sociedade Alternativa"
- "A maçã"
- "Medo da chuva"
- "Eu também vou reclamar"
- "As minas do Rei Salomão"
- "Tu és o MDC da minha vida"
- "Como vovó já dizia (óculos escuros)"
- "Não pare na pista"
- "Tente outra vez"
- "Meu Amigo Pedro"
- "A Hora do Trem Passar"
- "Rockixe"
- "Se o rádio não toca"
- "Ave Maria da Rua"
- "O Homem"
- "Quando Você Crescer"
- "Judas"
- "A Verdade Sobre a Nostalgia"
- "Rock do Diabo"
- "Cachorro Urubu"
- "Super Heróis"
- "Moleque Maravilhoso"
- "Cantiga de Ninar"
- "Os Números"
- "Magia de Amor"
- "Loteria de Babilônia"
- "As Profecias"

Músicas
- Com Fábio Jr.: Agora Chega, Bicho De Sete Cabeças, Se Saudade Matasse, Novos Tempos, Já São Quinze Pras Sete, Tua Idade, Nós Os Filhos e Coisas De Agora.
- A versão da música em português "I will Survive", cantada por Vanusa, "Eu Sobrevivo", foi composta por ele. Além da versão de "Sou Rebelde", "Soy Rebelde", clássico dos anos 1970.
- A versão em português de Me vuelves loco, de Armando Manzanero (Me deixas louca, cantada por Elis Regina) foi escrita também por Paulo.

AlephComo parte da divulgação de O Aleph na América Latina, a pedido do autor, a cantora mexicana Anahí fez uma música baseada no livro, intitulada "Aleph". A canção está presente no álbum Mi Delirio da cantora.

## Principais prêmios e condecorações
- 2007 - Prémio de literatura Hans Christian Andersen (prémio honorário)
- 2007 - "Mensageiro da Paz" - (ONU)
- 2006 - "I Premio Álava en el Corazón" - (Espanha)
- 2006 - "Wilbur Award" - (Estados Unidos)
- 2006 - Prémio Kiklop pelo O Zahir na categoria "Hit of the Year" - (Croácia)
- 2005 - Prémio "DirectGroup Inrternational Author" - (Alemanha)
- 2005 - "Goldene Feder Award" - (Alemanha)
- 2005 - "The Budapest Prize" - (Hungria)
- 2004 - "Order of Honour of Ukraine" - (Ucrânia)
- 2004 - "Order of St. Sophia" - (Ucrânia)
- 2004 - "Nielsen Gold Book Award" pelo O Alquimista - (Inglaterra)
- 2004 - Prémio "Ex Libris Award" pelo livro Onze Minutos - (Sérvia)
- 2004 - Prémio "Golden Bestseller Prize" do jornal "Večernje Novosti" - (Sérvia)
- 2003 - Oficial de Artes e Letras - (França)
- 2001 - Prémio Bambi de Personalidade Cultural do Ano - (Alemanha)
- 2001 - Prémio Fregene de Literatura - (Itália)
- 2000 - "Crystal Mirror Award" - (Polônia)
- 2000 - Cavaleiro da Ordem Nacional da Legião de Honra ou "Chevalier de L'Ordre National de la Legion d'Honneur" (em francês) - (França)[31]
- 1999 - "Golden Medal of Galicia" - (Espanha)
- 1999 - "Crystal Award" - World Economic Forum
- 1998 - "Comendador de Ordem do Rio Branco" - (Brasil)
- 1998 - "Golden Book" - (Iugoslávia)
- 1997 - Finalista para o "International IMPAC Literary Award" - (Irlanda)
- 1997 - "Golden Book" - (Iugoslávia)
- 1996 - "Super Grinzane Cavour Book Award" (Itália)
- 1996 - "Flaiano International Award" - (Itália)
- 1996 - "Knight of Arts and Letters" - (França)
- 1996 - "Golden Book" - (Iugoslávia)
- 1995 - "Grand Prix Litteraire Elle" - (França)
- 1995 - "Golden Book" - (Iugoslávia)